# Хатебурга Мерзебургска
Хатебурга Мерзебургска (на немски: Hatheburg von Merseburg, Liutgard; ок. 880 – след 909) е първата съпруга на немския крал Хайнрих I Птицелов.

## Биография
Тя е дъщеря и наследничка на богатия саксонски граф (сеньор) Ервин от Мерзебург и Хилтигард.
Хатебурга е вдовица, има собственост в Мерзебург и става монахиня. През 906 г. тя се омъжва за Хайнрих I Птицелов, наследникът на престола в Саксония, с когото има син Танкмар. След тригодишен брак Хайнрих я изпраща обратно в манастира и задържа нейното наследство. През 909 г. 33-годишният Хайнрих се жени за 13-годишната Матилда Вестфалска. Той обявява син си за нелегимен и го лишава от наследството на майка му.